# Dornod

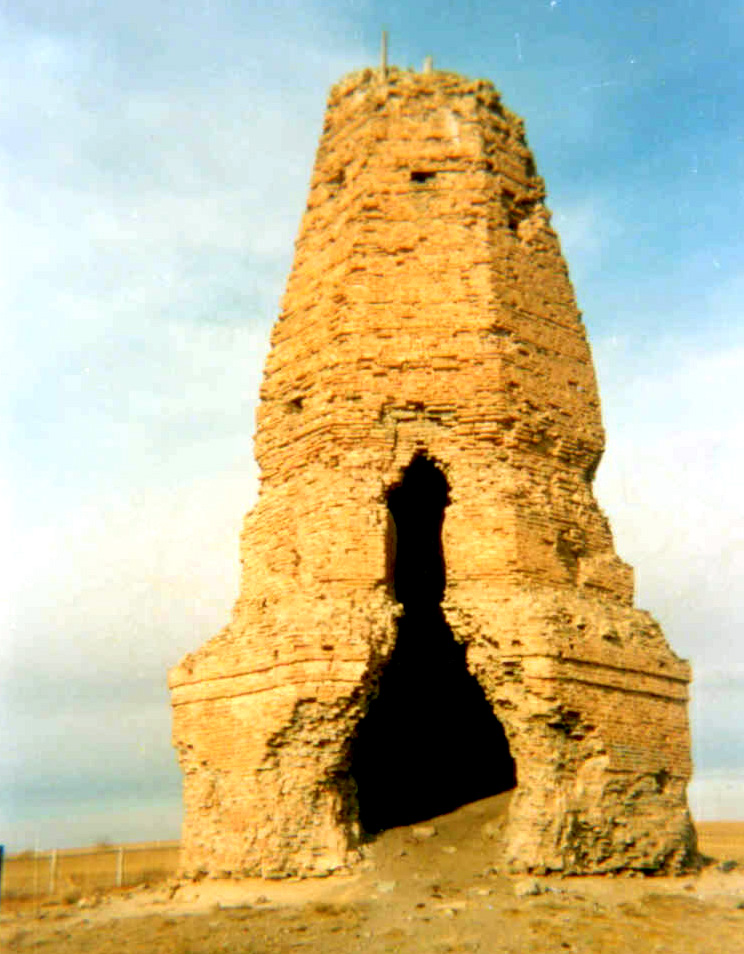
Stoepa uit de Kitan-periode, 10e eeuw

Dornod is een van de eenentwintig ajmguud (bestuurlijke regio's) van Mongolië. Het is de meest oostelijk gelegen ajmag van Mongolië. De hoofdstad is Tsjojbalsan.
De oostelijke grens van Dornod is tevens de grens met China (autonome regio Binnen-Mongolië), terwijl de provincie in het noorden aan Rusland (kraj Transbaikal) grenst.

## Bevolking
In 2018 telde de provincie 80.984 inwoners. Chalcha-Mongolen vormen de meerderheid van de bevolking in Dornod, de tweede etnische groep zijn de Boerjaten met 23% van de bevolking; zij wonen vooral in het noordoostelijk deel van de ajmag, en in de hoofdstad Tsjojbalsan. Kleinere etnische groepen zijn de Barga Mongolen, de Oezemchin en de Hamnigan (vermongoolste Evenken).

## Geschiedenis
De aimag werd in het leven geroepen tijdens de administratieve reorganisatie van 1941 met de naam Tsjojbalsan, genoemd naar de communistische leider  Chorloogijn Tsjoibalsan. De hoofdstad, die voordien Bayan Tümen heette, kreeg ook de naam Tsjojbalsan. In 1963 kreeg de ajmag de huidige naam Dornod.

## Transport
Het vliegveld van Tsjojbalsan heeft een verharde baan, er is een verbinding met Ulaanbaatar en Hailar in China.

## Administratieve indeling
| Sum                         | Mongoolse naam          | Oppervlakte (km²) | Bevolking (2009) | Aantal per km² |
| --------------------------- | ----------------------- | ----------------- | ---------------- | -------------- |
| Bayandun                    | Баяндун                 | 6237              | 2936             | 0.47           |
| Bayantümen                  | Баянтүмэн               | 8321              | 2006             | 0.24           |
| Bayan-Uul                   | Баян-Уул                | 5623              | 4451             | 0.79           |
| Bulgan                      | Булган                  | 7111              | 1775             | 0.25           |
| Tsjojbalsan (district)      | Чойбалсан               | 10.152            | 2691             | 0.27           |
| Chuluunkhoroot              | Чулуунхороот (Эрээнцав) | 6539              | 1609             | 0.25           |
| Dashbalbar                  | Дашбалбар               | 8713              | 3246             | 0.37           |
| Gurvanzagal                 | Гурванзагал             | 5252              | 1338             | 0.25           |
| Chalkhgol                   | Халхгол                 | 28.093            | 3203             | 0.11           |
| Cherlen (=Tsjojbalsan-stad) | Хэрлэн                  | 281               | 40.667           | 143,91         |
| Chölönbuir                  | Хөлөнбуйр               | 3773              | 1776             | 0.47           |
| Matad                       | Матад                   | 22.831            | 2526             | 0.11           |
| Sergelen                    | Сэргэлэн                | 4169              | 2198             | 0.53           |
| Tsagaan-Ovoo                | Цагаан-Овоо             | 6502              | 3696             | 0.57           |

## Dieren en planten
Het grootste deel van de regio bestaat uit steppe en woestijn; graslanden met bruine grond bevinden zich op de hellingen. De provincie heeft een koud steppeklimaat tot woestijnklimaat; de jaarlijkse gemiddelde neerslag varieert binnen de provincie van 180 tot 280 mm en valt vooral in de zomer. De gemiddelde maximumtemperatuur overdag ligt in juli rond 27,0°C; de winters zijn zeer droog en koud, het gemiddeld maximum in januari bedraagt circa -15,0°C. De steppe is met grassen begroeid, hier leven het edelhert, Mongoolse gazelle en marmot.
Arhangaj · Bajan-Ölgi · Bajanhongor · Bulgan · Darhan-Uul · Dornod · Dornogovĭ · Dundgovĭ · Govĭ-Altaj · Govĭsümber · Henti · Hovd · Hövsgöl · Ömnögovĭ · Orhon · Övörhangaj · Selenge · Sühbaatar · Töv · Uvs · Zavhan